# Krankheitsbild
Ein Krankheitsbild ist die Gesamtheit aller für eine Krankheit charakteristischen Erscheinungen (Krankheitszeichen oder Symptome), die in mehr oder weniger unterschiedlichen Ausformungen beobachtet werden kann. Synonym wird der Begriff Entität oder Krankheitsentität verwendet.
Unter Syndrom wird im weiteren Sinn das gleichzeitige Vorliegen verschiedener charakteristischer, d. h. in idealisierend-typisierender Hinsicht vermutlich oder bekanntlich ätiologisch, statistisch oder anderswie zusammenhängender Krankheitszeichen verstanden. Im engeren Sinn werden unter Syndrom gemäß streng wörtlicher Bedeutung zwar gemeinsam auftretende, jedoch nur teilweise kausal oder anderswie zusammenhängende oder aber auch offensichtlich nicht zusammenhängende Krankheitszeichen verstanden.
Im weiteren Sinn handelt es sich um in etwa gleiche Krankheitszeichen, d. h. um ein gleichbleibendes Muster an Auffälligkeiten, um eine Symptomatologie bestehend aus jeweils mehreren Symptomen wie etwa einer charakteristischen Symptomentrias.
Im engeren Sinn können auch gleichzeitig auftretende Krankheitsbilder unterschiedlicher Art als Syndrom bezeichnet werden.